# Борнейски орангутан
Борнейският орангутан (Pongo pygmaeus) е вид бозайник от семейство Човекоподобни (Hominidae). Видът е критично застрашен от изчезване.

## Разпространение и местообитание
Разпространен е в Индонезия и Малайзия.